# Antonio Luna
Antonio Manuel Luna Rodríguez, född 17 mars 1991 i Son Servera, är en spansk fotbollsspelare som spelar för grekiska Volos.

## Karriär
Den 16 juli 2022 värvades Luna av grekiska Volos.